# Faxi
Faxi o Vatnsleysufoss es una cascada de Islandia situada en Círculo Dorado, un circuito turístico al oriente de Reikiavik, la capital del país.

## Ubicación y características
La cascada se encuentra en el río Tungufljót. Faxi se encuentra a unos 12 kilómetros de Geysir y Gullfoss, y a 8 de Skalholt. La cascada no es muy alta, pero por el volumen de agua que transporta produce una gran cantidad de neblina.